# Ilan Gilon
Ilan Gilon (hebr.: אִילָן גִּילְאוֹן, ur. 12 maja 1956 w Rumunii, zm. 1 maja 2022 w Ramacie Gan) – izraelski polityk, w latach 1999–2003 i od 2009 do 2022 poseł do Knesetu z listy partii Merec
W wyborach parlamentarnych w 1999 po raz pierwszy dostał się do izraelskiego parlamentu. Zasiadał w Knesetach XV, XVIII, XIX i XX kadencji.